# Centre d'intercanvi modal
|  | Per a altres significats, vegeu «intercanviador de calor». |

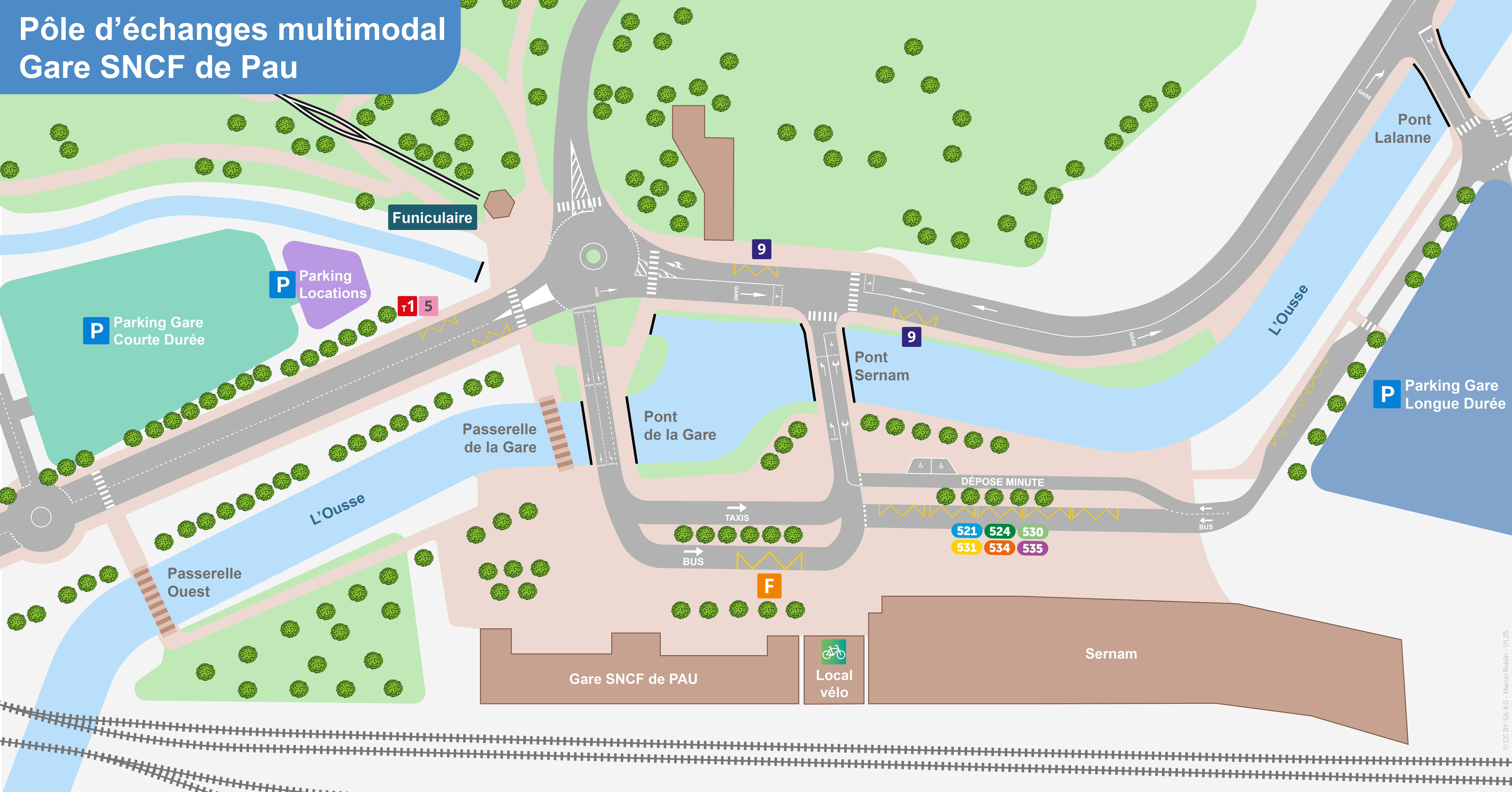
Intercanviador de la Gare de Pau a Pau (Pirineus Atlàntics)

Un centre d'intercanvi modal,  intercanviador  o  bescanviador és un lloc d'articulació de xarxes encaminat a facilitar la intermodalitat de diferents tipus de transport de viatgers. Els intercanviadors poden exercir, per la seva inserció urbana, el paper d'interfície entre la ciutat i la seva xarxa de transport.

## Característiques
Els intercanviadors reuneixen una gran varietat de modes de transport en un mateix lloc: marxa a peu, autobús, tramvia, metro, tren, automòbil o, fins i tot, avió. L'intercanviador té per funció principal garantir una correspondència fluida entre els diferents modes de transport connectats. L'objectiu consisteix a disminuir el temps de correspondència en el punt de ruptura del viatge i així reduir el temps total.

## La política de grans intercanviadors
La localització ha de resultar del compromís entre una ubicació pròxima al nus central, que faciliti els viatges de dispersió, i una posició perifèrica associada a una via de penetració que eviti la congestió urbana.
L'intercanviador no és un objecte fix, sinó, més aviat, un concepte d'ordenació del transport concebut com un procés evolutiu.
D'altra banda, hi ha diferents generacions d'intercanviadors que s'enriqueixen progressivament de les innovacions tècniques i organitzatives, fins a arribar a una tercera generació d'intercanviadors, amb presència d'una estació d'autobusos subterrània i amb un túnel d'accés directe per a evitar que els autobusos no s'hagin d'esperar pel trànsit urbà.

## Exemples de centres d'intercanvi modal
- Estació de Barcelona-Sants (Barcelona)
- Estació de Cornellà Centre (Cornellà de Llobregat)
- Sagrera | TAV (Barcelona)
- Atocha (Madrid)